# Tour de France 2009
Tour de France 2009 var den 96. udgave af Tour de France, og arrangeredes fra 4. juli til 26. juli 2009.
Løbet startede med en enkeltstart i Monaco. Etapen blev delvis kørt på den kendte racerbane Circuit de Monaco i Monte Carlo. Etapen blev vundet af Fabian Cancellara som derefter kunne køre 6 dage i den gule førertrøje. Næste etape startede også i Monaco. Det er sjette gang Tour de France besøger Monaco, forrige gang var i 1964.
Udover Monaco, gik løbet også ind i Spanien, Andorra, Schweiz og Italien (på 16. etape). På 7. etape til Andorra overtog Rinaldo Nocentini den gule trøje, da han kom i mål sammen med et udbrud. Den kunne han beholde indtil 15. etape hvor Alberto Contador kom først i mål på toppen af Verbier og tog trøjen.
I alperne forsøgte især Schleck-brødrene Andy og Fränk at angribe Contador, men den spanske bjergrytter forsvarede føringen. På Champs-Élysées kunne Contador stige op på podiet som vinder af sit andet Tour de France til tonerne af Der er et yndigt land. Den danske nationalmelodi blev fejlagtigt spillet i stedet for den spanske, der dog blev spillet kort efter, efter dyb beklagelse fra ledelsen. Andy Schleck fik andenpladsen, mens briten Bradley Wiggins blev nr. 3, efter den oprindelige treer Lance Armstrong fik frataget resultatet.
Løbet bød desuden på en dansk etapesejr, da Nicki Sørensen vandt 12. etape efter et udbrud.
Samlet var løbet 3445 kilometer, inkluderet 93 km fordelt på to individuelle enkeltstarter og en holdtidskørsel. Det var første gang siden 2005 at der stod holdtidskørsel på programmet. Der var syv bjergetaper, tre af dem med målstreg på toppen. For første gang i historien blev den næstsidste etape afsluttet med målstreg på et bjerg, Mont Ventoux.
Som i 2008 blev der ikke uddelt bonussekunder.

## Ryttere og hold
De professionelle Continental-hold Skil-Shimano, Cervelo TestTeam og Agritubel blev tildelt wildcard og der var derudover 17 ProTour hold. Fuji-Servetto fik som eneste ProTour-hold ikke en invitation.

### Holdene
De 20 inviterede hold var:
| - Ag2r-La Mondiale - Agritubel - Astana Pro Team - Bbox Bouygues Télécom - Caisse d'Epargne | - Cervélo TestTeam - Cofidis - Euskaltel-Euskadi - Française des Jeux - Garmin-Slipstream | - Team Katusha - Lampre-N.G.C. - Liquigas - Quick Step - Rabobank | - Silence-Lotto - Skil-Shimano - Team Columbia-HTC - Team Milram - Team Saxo Bank |

### Ryttere
Alle de fire tidligere ryttere der har vundet løbet samlet de sidste ti år stiller til start: Lance Armstrong (1999-2005) [alle resultater slettede], Óscar Pereiro Sio (2006), Alberto Contador (2007) og Carlos Sastre (2008). Totalt er der 180 ryttere fra 30 nationer.
| Nationer                                                                            | Antal ryttere |
| ----------------------------------------------------------------------------------- | ------------- |
| Frankrig                                                                            | 41            |
| Spanien                                                                             | 28            |
| Italien, Tyskland                                                                   | 15            |
| Belgien, Holland                                                                    | 11            |
| Rusland                                                                             | 8             |
| USA                                                                                 | 7             |
| Australien                                                                          | 6             |
| Storbritannien                                                                      | 4             |
| Danmark, Luxembourg, Schweiz                                                        | 3             |
| Colombia, Hviderusland, Japan, New Zealand, Norge, Portugal, Ukraine, Østrig        | 2             |
| Canada, Finland, Irland, Kasakhstan, Polen, Slovakiet, Slovenien, Sverige, Tjekkiet | 1             |
| Totalt                                                                              | 180           |

## Etaper
| Etape     | Dato     | Start                 | Mål                  | Km       | Type           | Type           | Etapevinder              | Den gule trøje          |
| --------- | -------- | --------------------- | -------------------- | -------- | -------------- | -------------- | ------------------------ | ----------------------- |
| 1. etape  | 4. juli  | Monaco                | Monaco               | 15,5     | Enkeltstart    | Enkeltstart    | Fabian Cancellara (SAX)  | Fabian Cancellara (SAX) |
| 2. etape  | 5. juli  | Monaco                | Brignoles            | 187      | Flad etape     | Flad etape     | Mark Cavendish (THR)     | Fabian Cancellara (SAX) |
| 3. etape  | 6. juli  | Marseille             | La Grande-Motte      | 196,5    | Flad etape     | Flad etape     | Mark Cavendish (THR)     | Fabian Cancellara (SAX) |
| 4. etape  | 7. juli  | Montpellier           | Montpellier          | 39       | Holdtidskørsel | Holdtidskørsel | Astana Team              | Fabian Cancellara (SAX) |
| 5. etape  | 8. juli  | Le Cap d'Agde         | Perpignan            | 196,5    | Flad etape     | Flad etape     | Thomas Voeckler (BBO)    | Fabian Cancellara (SAX) |
| 6. etape  | 9. juli  | Girona                | Barcelona            | 181,5    | Flad etape     | Flad etape     | Thor Hushovd (CTT)       | Fabian Cancellara (SAX) |
| 7. etape  | 10. juli | Barcelona             | Andorra              | 224      | Bjergetape     | Bjergetape     | Brice Feillu (AGR)       | Rinaldo Nocentini (ALM) |
| 8. etape  | 11. juli | Andorra la Vella      | Saint-Girons         | 176,5    | Bjergetape     | Bjergetape     | Luis León Sánchez (GCE)  | Rinaldo Nocentini (ALM) |
| 9. etape  | 12. juli | Saint-Gaudens         | Tarbes               | 160,5    | Bjergetape     | Bjergetape     | Pierrick Fédrigo (BBO)   | Rinaldo Nocentini (ALM) |
| H         | 13. juli | Hviledag              | Hviledag             | Hviledag | Hviledag       | Hviledag       | Hviledag                 | Hviledag                |
| 10. etape | 14. juli | Limoges               | Issoudun             | 194,5    | Flad etape     | Flad etape     | Mark Cavendish (THR)     | Rinaldo Nocentini (ALM) |
| 11. etape | 15. juli | Vatan                 | Saint-Fargeau        | 192      | Flad etape     | Flad etape     | Mark Cavendish (THR)     | Rinaldo Nocentini (ALM) |
| 12. etape | 16. juli | Tonnerre              | Vittel               | 211,5    | Flad etape     | Flad etape     | Nicki Sørensen (SAX)     | Rinaldo Nocentini (ALM) |
| 13. etape | 17. juli | Vittel                | Colmar               | 200      | Kuperet etape  | Kuperet etape  | Heinrich Haussler (CTT)  | Rinaldo Nocentini (ALM) |
| 14. etape | 18. juli | Colmar                | Besançon             | 199      | Flad etape     | Flad etape     | Sergej Ivanov (KAT)      | Rinaldo Nocentini (ALM) |
| 15. etape | 19. juli | Pontarlier            | Verbier              | 207,5    | Bjergetape     | Bjergetape     | Alberto Contador (AST)   | Alberto Contador (AST)  |
| H         | 20. juli | Hviledag              | Hviledag             | Hviledag | Hviledag       | Hviledag       | Hviledag                 | Hviledag                |
| 16. etape | 21. juli | Martigny              | Bourg-Saint-Maurice  | 159      | Bjergetape     | Bjergetape     | Sandy Casar (FDJ) *      | Alberto Contador (AST)  |
| 17. etape | 22. juli | Bourg-Saint-Maurice   | Le Grand-Bornand     | 169,5    | Bjergetape     | Bjergetape     | Fränk Schleck (SAX)      | Alberto Contador (AST)  |
| 18. etape | 23. juli | Annecy                | Annecy               | 40,5     | Enkeltstart    | Enkeltstart    | Alberto Contador (AST)   | Alberto Contador (AST)  |
| 19. etape | 24. juli | Bourgoin-Jallieu      | Aubenas              | 178      | Flad etape     | Flad etape     | Mark Cavendish (THR)     | Alberto Contador (AST)  |
| 20. etape | 25. juli | Montélimar            | Mont Ventoux         | 167      | Bjergetape     | Bjergetape     | Juan Manuel Gárate (RAB) | Alberto Contador (AST)  |
| 21. etape | 26. juli | Montereau-Fault-Yonne | Paris Champs-Élysées | 164      | Flad etape     | Flad etape     | Mark Cavendish (THR)     | Alberto Contador (AST)  |

## Trøjernes fordeling gennem løbet
| Etape  | Vinder             | Gule førertrøje Maillot jaune | Prikkede bjergtrøje Maillot à pois rouges | Grønne pointtrøje Maillot vert | Hvide ungdomstrøje Maillot blanc | Holdkonkurrence Classement par équipe | Angrebskonkurrence Prix de combativité |
| ------ | ------------------ | ----------------------------- | ----------------------------------------- | ------------------------------ | -------------------------------- | ------------------------------------- | -------------------------------------- |
| 1      | Fabian Cancellara  | Fabian Cancellara             | Alberto Contador                          | Fabian Cancellara              | Roman Kreuziger                  | Astana Team                           | ikke uddelt (enkeltstart)              |
| 2      | Mark Cavendish     | Fabian Cancellara             | Jussi Veikkanen                           | Mark Cavendish                 | Roman Kreuziger                  | Astana Team                           | Stef Clement                           |
| 3      | Mark Cavendish     | Fabian Cancellara             | Jussi Veikkanen                           | Mark Cavendish                 | Tony Martin                      | Astana Team                           | Samuel Dumoulin                        |
| 4      | Astana Team        | Fabian Cancellara             | Jussi Veikkanen                           | Mark Cavendish                 | Tony Martin                      | Astana Team                           | ikke uddelt (holdtidskørsel)           |
| 5      | Thomas Voeckler    | Fabian Cancellara             | Jussi Veikkanen                           | Mark Cavendish                 | Tony Martin                      | Astana Team                           | Mikhail Ignatjev                       |
| 6      | Thor Hushovd       | Fabian Cancellara             | Stéphane Augé                             | Mark Cavendish                 | Tony Martin                      | Astana Team                           | David Millar                           |
| 7      | Brice Feillu       | Rinaldo Nocentini             | Brice Feillu                              | Mark Cavendish                 | Tony Martin                      | Astana Team                           | Christophe Riblon                      |
| 8      | Luis León Sánchez  | Rinaldo Nocentini             | Christophe Kern                           | Thor Hushovd                   | Tony Martin                      | Ag2r-La Mondiale                      | Sandy Casar                            |
| 9      | Pierrick Fédrigo   | Rinaldo Nocentini             | Egoi Martínez                             | Thor Hushovd                   | Tony Martin                      | Ag2r-La Mondiale                      | Franco Pellizotti                      |
| 10     | Mark Cavendish     | Rinaldo Nocentini             | Egoi Martínez                             | Thor Hushovd                   | Tony Martin                      | Ag2r-La Mondiale                      | Thierry Hupond                         |
| 11     | Mark Cavendish     | Rinaldo Nocentini             | Egoi Martínez                             | Mark Cavendish                 | Tony Martin                      | Ag2r-La Mondiale                      | Johan Vansummeren                      |
| 12     | Nicki Sørensen     | Rinaldo Nocentini             | Egoi Martínez                             | Mark Cavendish                 | Tony Martin                      | Team Saxo Bank                        | Nicki Sørensen                         |
| 13     | Heinrich Haussler  | Rinaldo Nocentini             | Franco Pellizotti                         | Thor Hushovd                   | Tony Martin                      | Team Saxo Bank                        | Heinrich Haussler                      |
| 14     | Sergej Ivanov      | Rinaldo Nocentini             | Franco Pellizotti                         | Thor Hushovd                   | Tony Martin                      | Ag2r-La Mondiale                      | Martijn Maaskant                       |
| 15     | Alberto Contador   | Alberto Contador              | Franco Pellizotti                         | Thor Hushovd                   | Andy Schleck                     | Astana Team                           | Simon Spilak                           |
| 16     | Sandy Casar        | Alberto Contador              | Franco Pellizotti                         | Thor Hushovd                   | Andy Schleck                     | Astana Team                           | Franco Pellizotti                      |
| 17     | Fränk Schleck      | Alberto Contador              | Franco Pellizotti                         | Thor Hushovd                   | Andy Schleck                     | Astana Team                           | Thor Hushovd                           |
| 18     | Alberto Contador   | Alberto Contador              | Franco Pellizotti                         | Thor Hushovd                   | Andy Schleck                     | Astana Team                           | ikke uddelt (enkeltstart)              |
| 19     | Mark Cavendish     | Alberto Contador              | Franco Pellizotti                         | Thor Hushovd                   | Andy Schleck                     | Astana Team                           | Leonardo Duque                         |
| 20     | Juan Manuel Gárate | Alberto Contador              | Franco Pellizotti                         | Thor Hushovd                   | Andy Schleck                     | Astana Team                           | Tony Martin                            |
| 21     | Mark Cavendish     | Alberto Contador              | Franco Pellizotti                         | Thor Hushovd                   | Andy Schleck                     | Astana Team                           | Fumiyuki Beppu                         |
| Samlet | Samlet             | Alberto Contador              | Franco Pellizotti                         | Thor Hushovd                   | Andy Schleck                     | Astana Team                           | Franco Pellizotti                      |

Trøjebærere når en rytter fører to eller flere konkurrencer
- På 2. etape; Bradley Wiggins bar den grønne trøje

## Stillinger
|   | Rytter                      | Hold               | Tid      |
| - | --------------------------- | ------------------ | -------- |
| 1 | Alberto Contador (ESP)      | Astana Pro Team    | 85:48.35 |
| 2 | Andy Schleck (LUX)          | Team Saxo Bank     | + 4.11   |
| 3 | Bradley Wiggins (GBR)       | Garmin-Slipstream  | + 6.01   |
| 4 | Fränk Schleck (LUX)         | Team Saxo Bank     | + 6.04   |
| 5 | Andreas Klöden (GER)        | Astana Pro Team    | + 6.42   |
| 6 | Vincenzo Nibali (ITA)       | Liquigas           | + 7.35   |
| 7 | Christian Vande Velde (USA) | Garmin-Slipstream  | + 12.04  |
| 8 | Roman Kreuziger (CZE)       | Liquigas           | + 14.16  |
| 9 | Christophe Le Mével (FRA)   | Française des Jeux | + 14.25  |

|    | Rytter                   | Hold                  | Point |
| -- | ------------------------ | --------------------- | ----- |
| 1  | Franco Pellizotti (ITA)  | Liquigas              | 210   |
| 2  | Egoi Martínez (ESP)      | Euskaltel-Euskadi     | 135   |
| 3  | Alberto Contador (ESP)   | Astana Pro Team       | 126   |
| 4  | Andy Schleck (LUX)       | Team Saxo Bank        | 111   |
| 5  | Pierrick Fédrigo (FRA)   | Bbox Bouygues Télécom | 99    |
| 6  | Christophe Kern (FRA)    | Cofidis               | 89    |
| 7  | Fränk Schleck (LUX)      | Team Saxo Bank        | 88    |
| 8  | Mikel Astarloza (ESP)    | Euskaltel-Euskadi     | 86    |
| 9  | Juan Manuel Gárate (ESP) | Rabobank              | 86    |
| 10 | Sandy Casar (FRA)        | Française des Jeux    | 84    |

|    | Rytter                   | Team              | Point |
| -- | ------------------------ | ----------------- | ----- |
| 1  | Thor Hushovd (NOR)       | Cervélo TestTeam  | 280   |
| 2  | Mark Cavendish (GBR)     | Team Columbia-HTC | 270   |
| 3  | Gerald Ciolek (GER)      | Team Milram       | 172   |
| 4  | José Joaquín Rojas (ESP) | Caisse d'Epargne  | 145   |
| 5  | Tyler Farrar (USA)       | Garmin-Slipstream | 136   |
| 6  | Nicolas Roche (IRL)      | Ag2r-La Mondiale  | 122   |
| 7  | Óscar Freire (ESP)       | Rabobank          | 119   |
| 8  | Franco Pellizotti (ITA)  | Liquigas          | 104   |
| 9  | Alberto Contador (ESP)   | Astana Pro Team   | 101   |
| 10 | Andreas Klöden (GER)     | Astana Pro Team   | 89    |

|    | Rytter                     | Hold                  | Tid       |
| -- | -------------------------- | --------------------- | --------- |
| 1  | Andy Schleck (LUX)         | Team Saxo Bank        | 85:52.46  |
| 2  | Vincenzo Nibali (ITA)      | Liquigas              | + 3.24    |
| 3  | Roman Kreuziger (CZE)      | Liquigas              | + 10.05   |
| 4  | Pierre Rolland (FRA)       | Bbox Bouygues Télécom | + 33.33   |
| 5  | Nicolas Roche (IRL)        | Ag2r-La Mondiale      | + 34.09   |
| 6  | Brice Feillu (FRA)         | Agritubel             | + 37.03   |
| 7  | Peter Velits (SVK)         | Team Milram           | + 42.24   |
| 8  | Chris Anker Sørensen (DEN) | Team Saxo Bank        | + 45.36   |
| 9  | Tony Martin (GER)          | Team Columbia-HTC     | + 50.53   |
| 10 | Jurij Trofimov (RUS)       | Bbox Bouygues Télécom | + 1:05.12 |